# Balbir Singh
Balbir Singh Dosanjh (ur. 31 grudnia 1923 w Haripur Khalsa, zm. 25 maja 2020 w Sahibzada Ajit Singh Nagar) – indyjski hokeista na trawie. Trzykrotny złoty medalista olimpijski.
Występował w ataku i był jednym z najskuteczniejszych zawodników nie tylko swoich czasów. Brał udział w trzech igrzyskach (IO 48, IO 52, IO 56), za każdym razem zdobywając złoto. W 1957 został uhonorowany Orderem Padma Shri, jako pierwszy sportowiec w dziejach. Był kapitanem reprezentacji Indii, później jej trenerem.
Opublikował autobiografię, zatytułowaną The Golden Hat-Trick.